# ألان غوستافسون
ألان غوستافسون (بالإنجليزية: Alan Gustafson) هو مهندس أمريكي، ولد في 5 أغسطس 1975 في أورموند بيتش في الولايات المتحدة.